# Svenstrup (Aalborg)
Svenstrup es un poblado ferroviario danés perteneciente al municipio de Aalborg, en la región de Jutlandia Septentrional.
Tiene 7257 habitantes en 2017, lo que lo convierte en la tercera localidad más importante del municipio tras Aalborg y Nørresundby.
En 1534 tuvo lugar aquí la batalla de Svenstrup durante la Guerra del Conde. Existe en la localidad un memorial en honor a Skipper Clement, quien en dicha batalla derrotó a la nobleza y consiguió que los campesinos pasasen a controlar el norte de Jutlandia.
Se ubica en el norte de Himmerland junto a la autovía E45. Está en la periferia meridional de Aalborg, unos 10 km al sur de la costa de dicha ciudad.